# Miconia neblinensis
Miconia neblinensis är en tvåhjärtbladig växtart som beskrevs av John Julius Wurdack. Miconia neblinensis ingår i släktet Miconia och familjen Melastomataceae. Inga underarter finns listade i Catalogue of Life.